# Stemmern (Wüstung)
Stemmern war ein Ort im heutigen Gebiet der Stadt Magdeburg.
Das Dorf befand sich westlich von Klein Ottersleben, südlich an der Straße nach Hohendodeleben. Auf dem Gelände befindet sich heute die Mülldeponie Hängelsberge. Die geographische Lage (geschätzt nach der Karte von Gustav Reischel) dürfte in etwa mit 52° 6′ 10,2″ N, 11° 32′ 20,2″ O anzugeben sein.
Im 14. Jahrhundert wurde die Ortschaft, wie auch das weiter östlich gelegene Niendorf, zur Wüstung. Die Feldflur kam im Wesentlichen zu Klein Ottersleben.
An das Bestehen des Ortes erinnert heute noch die Benennung der in Ottersleben gelegenen Straße Stemmerner Straße.

## Quelle
- Gustav Reischel: Geschichtliche Karte der Kreise Wolmirstedt und Wanzleben. Graphische Kunst-Anstalt Louis Koch, Halberstadt 1912, (1:100.000).